# Gañinas de la Vega
Gañinas de la Vega es una pedanía española de la provincia de Palencia (comunidad autónoma de Castilla y León). Pertenece al municipio de Pedrosa de la Vega. Enclavada en la comarca natural de Vega-Valdavia

## Demografía
Evolución de la población en el siglo XXI
| Gráfica de evolución demográfica de Gañinas de la Vega entre 2000 y 2020 |
|                                                                          |
| Población de derecho (2000-2020) según el padrón municipal del INE       |

## Historia
En el siglo X, el pueblo aparece documentado como Gannines, es decir, lugar de pequeñas cañas. 
El pueblo era dominio del Monasterio de San Zoilo, en Carrión, en el siglo XIII. 
A la caída del Antiguo Régimen la localidad se constituye en municipio constitucional denominado Gañinas que en el censo de 1842 contaba con 15 hogares y 78 vecinos, para posteriormente integrarse en Pedrosa de la Vega.

## Patrimonio
La iglesia parroquial, dedicada a San Andrés, es de ladrillo y canto rodado.

## Fiestas
- San Isidro (15 de mayo)
- San Andrés (30 de noviembre)